# Licusati
Licusati è una frazione di Camerota, in provincia di Salerno, situata nel Parco nazionale del Cilento e Vallo di Diano. È stato un comune italiano.

## Geografia fisica
L'abitato si trova in zona collina nel Cilento meridionale, a circa 4 km da Camerota, 9,5 da Marina di Camerota, 10 da Palinuro e circa 80 da Salerno. Sorge sulla strada provinciale 66 Innesto Statale Mingardina-Licusati-Camerota-Marina di Camerota che da Marina di Camerota porta al ricongiungimento con la Strada Regionale 562/dir, a 2 km da San Severino (frazione di Centola e vicina alla Strada Provinciale 430/c Futani-Massicelle-Poderia).
L'abitato sorge a 260 m s.l.m., ai piedi del Monte Croce del Calvario (643 m), e si estende in una vallata dove insorgono migliaia di piante di olivo (detto Pisciottano) da cui si estrae un extra vergine dai locali frantoi, che in estate diventano una meta turistica.

## Storia
Le sue origini storiche risalgono al decimo secolo nel medioevo quando il Cilento era un territorio di confine fra la provincia (tema) greco-bizantino della Calabria dell'impero romano di Costantinopoli al sud e il Principato longobardo di Salerno al nord. Il territorio era di importanza strategica e rimaneva così per secoli, come si vede al tempo della Guerra dei Vespri Siciliani (1282-1302) quando il Cilento era la fronte di battaglia per l'esercito di cavalieri e fanteria fra la Calabria e il Salernitano.
- Era una baronia del monastero italo-greco di San Pietro, simile ad altri monasteri italo-greci vicini nel Cilento che funzionavano come signorie territoriali. Nell'epoca longobarda , prima di 1077, apparteneva al Principato di Salerno. Il paese Licusati era cresciuto come una dipendenza dei monaci. Nel 1077 i normanni sotto Roberto il Guiscardo conquistarono il principato insieme con Licusati e lo inglobarono nel Ducato di Puglia. La Capitale del Ducato era Salerno. Il Ducato di Puglia come prima il Principato longobardo di Salerno, era uno stato sovrano che non si riteneva una parte della rinata impero latino-tedesco dell'occidente ne della mai decaduta Impero Romano orientale con la sua capitale a Costantinopoli.
- Culturalmente i monaci guardavano alle tradizioni greco-siriane-palestinesi e di Alessandria della patristica orientale come San Giovanni Crisostomo, San Basilio Magno, e San Gregorio Nazienzeno. Se disponevano di un'équipe di amanuensi, come nella vicina San Giovanni a Piro, disponevano anche di loro libri scritti nella lingua greca (koinè) del medioevo. Il codice monumentale da San Giovanni a Piro dal 1020 è adesso nella Biblioteca Laurenziana di Firenze; le scriptoria monastici del Cilento erano di alto livello artistico e in sintonia con l'arte contemporanea tanto bizantina quanto beneventana e araba.
- Nello stesso periodo la diocesi di Policastro era ricostituita sotto il metropolita di Salerno. Licusati faceva parte del distretto amministrativo civile di Policastro, ma il vescovo di Policastro non aveva giurisdizione a Licusati, perché la baronia era di rito greco. Dipendeva attraverso un archimandrita direttamente da Roma per le cose ecclesiastiche e dal duca di Salerno e dal re per le cose civili. La moderna storiografia professionale ha archiviato l'opinione diffusa 50 anni fa che c'era una politica aggressiva di latinizzazione dei monasteri italo-greci nel Mezzogiorno nell'XI e XII secolo. L'importante era solo che le chiese secolare episcopali riconoscevano la giurisdizione canonica di Roma invece di Costantinopoli. Il vescovo di Policastro poteva ordinare preti latini sia greci. I candidati potevano essere sposati, come previsto dalla disciplina bizantina, ma essenziale era che il candidato sapesse leggere e scrivere. (Vedi la famosa Bolla dell'arcivescovo Alfano datato 1079 che ricostituiva la diocesi).
- Con la creazione del Regno normanno di Sicilia nel 1130 tutti i diritti e privilegi della baronia italo-greca di Licusati erano sotto la protezione reale del re a Palermo. Per lungo tempo, l'agente giudiziaria del re era Florio di Camerota, un fatto comodo per i monaci. Non si sa se l'abate del monastero era obbligato a fornire cavalleria e fanteria alla corona in tempi di invasione come l'abate del monastero italo-greco di Rofrano. Nel periodo di crisi della dinastia normanna dopo il 1194, l'ordine Premostratense acquistava il monastero e la sua proprietà e diritti per alcuni secoli.
- Dopo la Riforma Protestante e la Controriforma Cattolica molti vescovi della chiesa romana insistevano sull'uniformità totale di rito e disciplina tanto da arrivare al punto che alcuni vescovi bruciavano pubblicamente i libri liturgici del rito greco come ad esempio a Cuccaro Vetere. L'aristocrazia locale riuscì a smembrare la proprietà dei monaci italo-greci.

Già ente amministrativo autonomo durante il Regno di Napoli, dal 1811 al 1860 ha fatto parte del circondario di Camerota, appartenente al Distretto di Vallo del Regno delle Due Sicilie.
Anche gente di Licusati partecipò al movimento dei Carbonari che propugnava una monarchia costituzionale come nella Francia del dopo 1812. Il vescovo di Policastro diceva che i Carbonari erano "peggio di cani e serpenti" e appoggiava la polizia segreta e militare Borbonica. Licusati partecipò anche ai Moti del 1828. Alcuni cittadini e sacerdoti furono fucilati, decapitati o imprigionati; tra questi Domenico Antonio De Luca e Giovan Battista Mazzara, che il giorno 11 agosto furono fucilati a Vallo della Lucania. Le loro teste, staccate dal busto, furono mandate l'una a Licusati, l'altra ad Omignano, e messe in gabbie di ferro vi rimasero esposte fino al crollo della dinastia dei Borbone, avvenuta nel 1860.
Dal 1860 al 1927, durante il Regno d'Italia ha fatto parte del mandamento di Camerota, appartenente al Circondario di Vallo della Lucania.

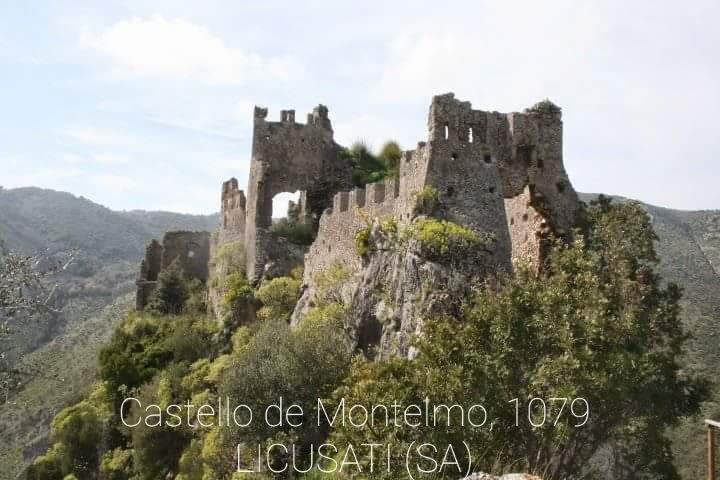

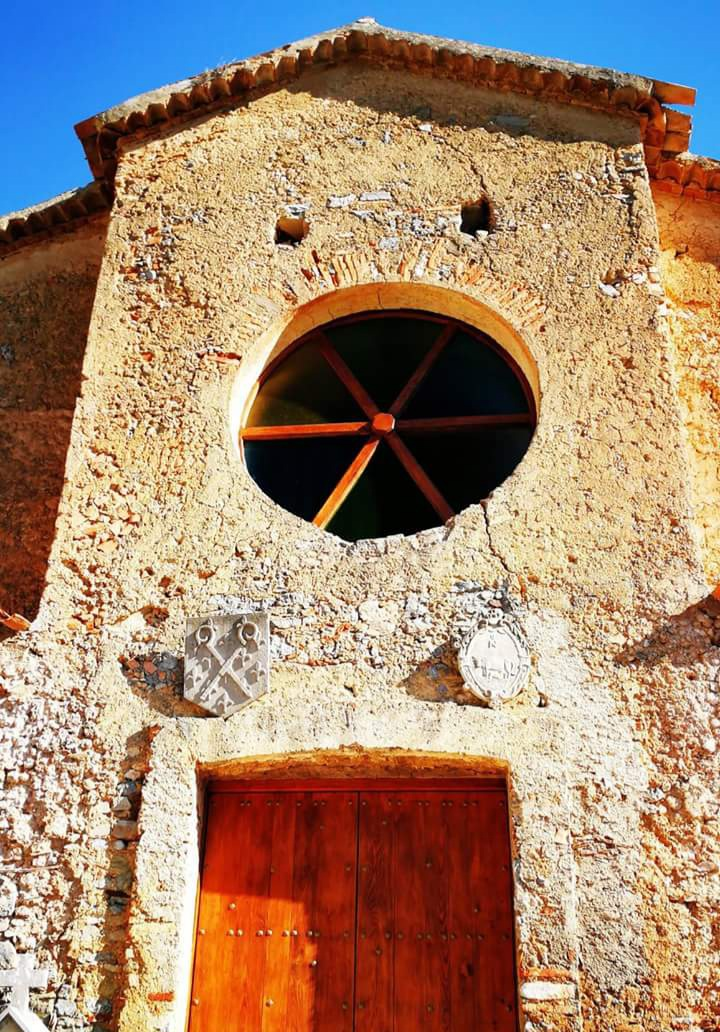

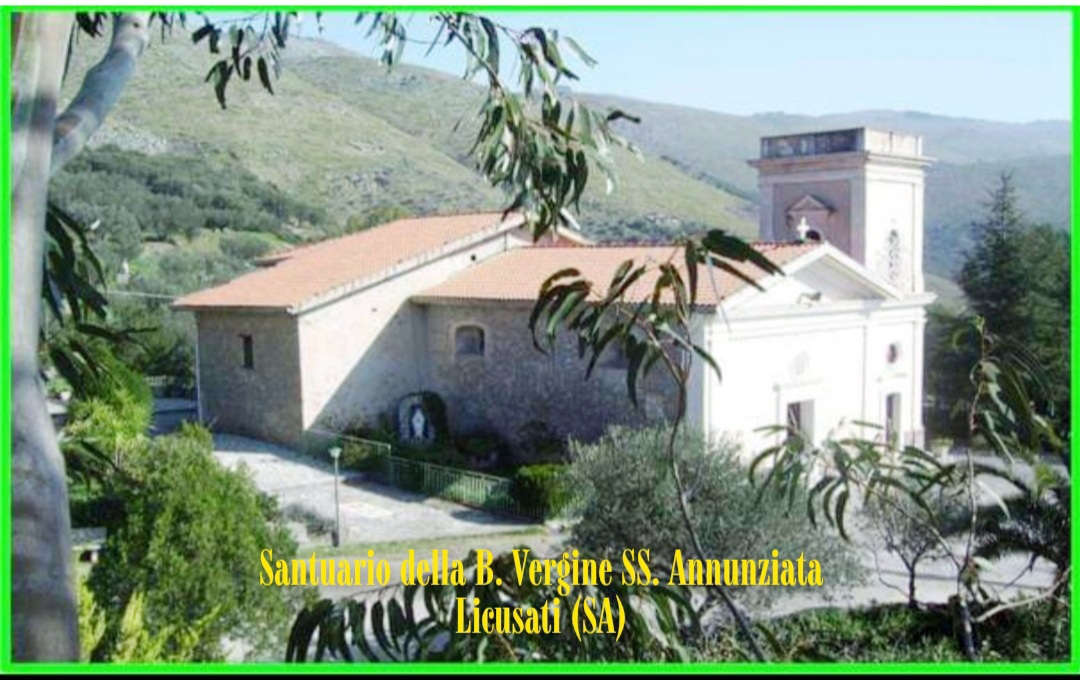

Nel 1929, durante la dittatura fascista, il comune fu soppresso ed il suo territorio venne inglobato da quello di Camerota, di cui divenne frazione. In quell'occasione ci fu una tenace opposizione da parte dei licusitani alle direttive dell'allora regime fascista tese ad aggregare Licusati a Camerota, ma l'azione si concluse con l'arresto e il confino di Giovanni Garofalo (1905-1961) ritenuto il capo della rivolta. In seguito il Garofalo fu valente amministratore del comune di Camerota che in segno di riconoscenza nel 1992 gli dedicava una lapide apposta sulla sua casa e l'intestazione di una strada.

## Monumenti e luoghi d'interesse
- Cenobio Italo-greco di San Pietro (attuale cimitero) che risale attorno al sec. IX che per lungo periodo fu anche un monastero agostiniano dei monaci Premostratensi.
- Monte Bulgheria ( mt.1226)
- Ruderi del Castello di Montelmo, Anno 1079, (detto Castelluccio)
- Santuario di Maria SS. Annunziata sull'omonima collina (mt.410) destinata ad area verde attrezzata.
- Chiesa parrocchiale di San Marco Evangelista del sec. XVIII
- Cappella di Sant'Antonio da Padova del sec. XVI
- Palazzo Crocco del sec. XVI
- Palazzo Sofia del sec. XVII
- Ruderi di frantoio a Capoforca (1600-1700)
- Ruderi di frantoio ad acqua (1800)
- Ruderi di frantoio a vapore (1800)
- Casa Garofalo
- Vittoria Alata-Monumento dei Caduti in Guerra: situato in Via D.A. De Luca, il monumento fu inaugurato nel Novembre 1932. Opera del Prof. Luigi De Luca.

## Cucina
I piatti tipici locali sono i cavatelli cusitani, lagane e ceci, la ciambotta, castagne e fagioli. La soppressata, insaccati di carne di maiale).
Olio di oliva estratto da olive di cultivar Pisciottana. I formaggi della tradizione ovi-caprini. Nel mese di luglio, sulle pendici del Monte Bulgheria, avviene la raccolta dell'origano.

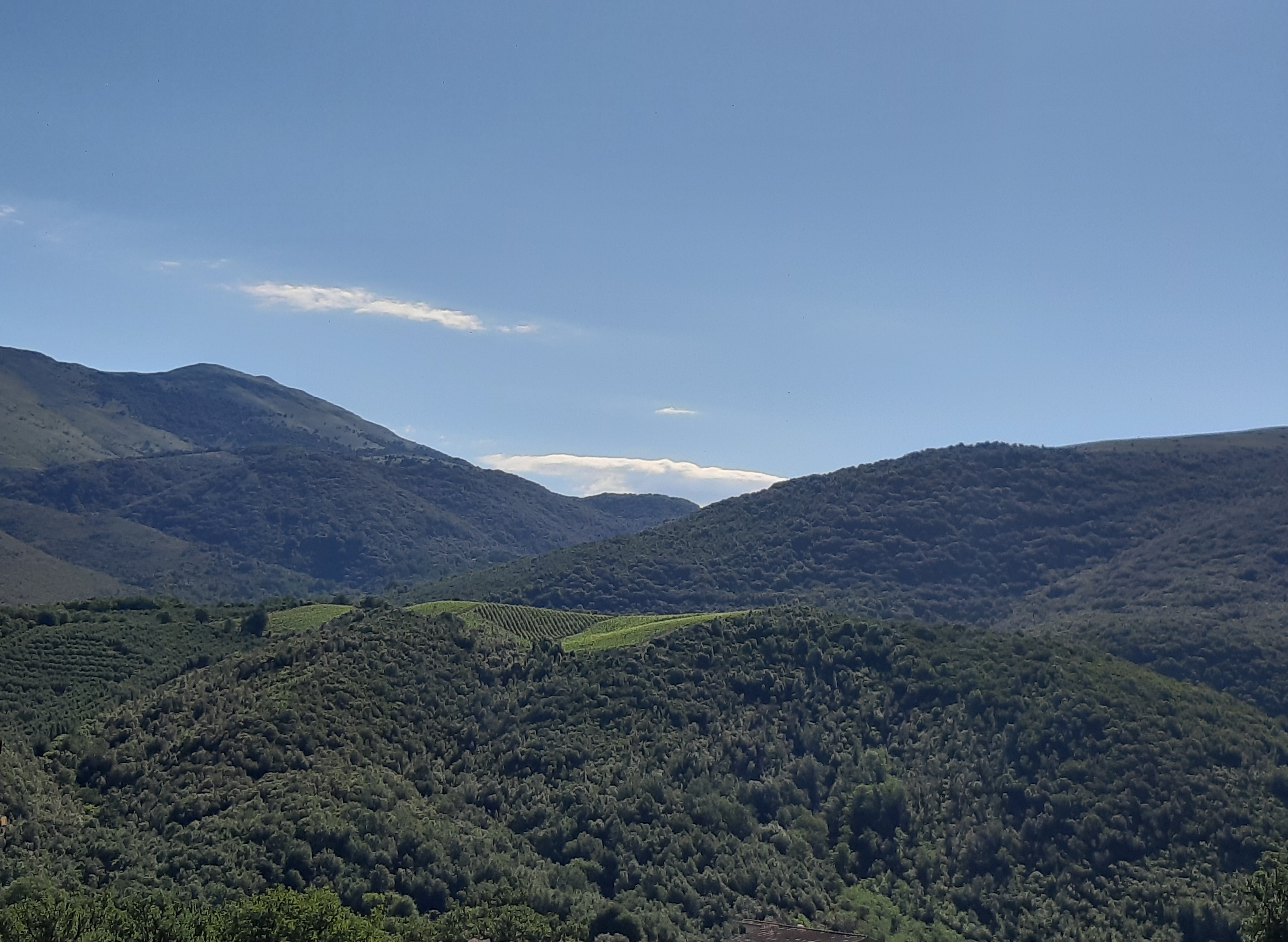
Monte Bulgheria (o massiccio del Monte Bulgheria) m.1226 s.l.m, visto da Licusati (SA).

## Biblioteche
A Licusati è ubicata una biblioteca comunale in Piazza San Marco.

## Scuole
A Licusati ci sono delle scuole, tutte ubicate in Via don Giustino Russolillo: la Scuola Statale dell'infanzia, la Scuola Primaria e la Scuola Secondaria di Primo Grado, nonché una Scuola dell'Infanzia Paritaria " san Giovanni Bosco" delle Suore Vocazioniste.